# Bill Burr
William Frederick Burr (n. 10 iunie 1968, Canton⁠(d), Massachusetts, SUA) este un comedian, actor și podcaster american. A creat serialul animat F Is for Family⁠(d) (2015 - prezent) difuzat pe Netflix, a interpretat rolul lui Patrick Kuby⁠(d) în serialul Breaking Bad (2008 - 2013) și pe cel al lui Migs Mayfeld⁠(d) în serialul The Mandalorian (2019 - prezent). De asemenea, a fost unul dintre cofondatorii rețelei All Things Comedy⁠(d) și, începând din mai 2007, găzduiește de două ori pe săptămână podcastul Monday Morning Podcast⁠(d). Spectacolul său de stand-up comedy intitulat Paper Tiger⁠(d) a primit o nominalizare la categoria Cel mai bun album de comedie⁠(d) în cadrul celei de-a 63-a ediție a premiilor Grammy⁠(d).

## Biografie
William Frederick Burr s-a născut pe 10 iunie 1968 în Canton, Massachusetts⁠(d), fiul asistentei Linda Ann (născută Wigent) și a dentistului Robert Edmund Burr. Acesta are patru frați și o soră și este de origine germană și irlandeză. A absolvit liceul în 1987. În 1993, a obținut o diplomă de licență în radio în cadrul Colegiului Emerson⁠(d) din Boston, Massachusetts. În timpul studiilor, a participat la cursurile scriitorul David Foster Wallace⁠(d). Burr a lucrat în depozite înainte să-și înceapă cariera în stand-up comedy, susținând că a savurat libertatea locului de muncă: „Dacă șeful meu mă stresa, puteam să mă urc într-un stivuitor și să plec”.

## Viața personală
Burr s-a căsătorit cu Nia Renee Hill în 2013. Fiica lor s-a născut pe 20 ianuarie 2017. Fiul lor s-a născut în iunie 2020. Cei doi locuiesc în Los Angeles. Hill apare uneori ca invistat în cadrul podcastului său.
Burr este un pilot de elicopter. În timpul liber, cântă la tobe și este un fan al genului heavy metal. Acesta i-a citat pe bateriștii John Bonham și Dave Lombardo⁠(d) drept surse de inspirație și recunoaște că îi place să fumeze trabucuri.

## Filmografie

### Filme
| An   | Titlu                          | Rol                      | Note         |
| ---- | ------------------------------ | ------------------------ | ------------ |
| 1996 | Comics Come Home 2             | Bill Burr                | Film         |
| 2001 | Perfect Fit                    | Doorman                  |              |
| 2002 | Passionada                     | Blackjack Player         |              |
| 2006 | Thirteen or Bust               | Bill Burr                |              |
| 2007 | Twisted Fortune                |                          |              |
| 2007 | Playing Chicken                | Tim                      | Film         |
| 2008 | Purgatory                      | Bill Burr                | Film         |
| 2009 | The Burr Effect                | Bill Burr                | Film         |
| 2010 | Date Night                     | Detective Walsh          |              |
| 2010 | Untitled Burr and Hart Project | Bill                     | Film         |
| 2010 | Date Night: Disaster Dates     | Bill Burr                | Scurt-metraj |
| 2011 | Cheat                          | Billy                    | Scurt-metraj |
| 2011 | Give It Up for Greg Giraldo    | Bill Burr                | Documentar   |
| 2012 | Stand Up Guys                  | Larry                    |              |
| 2013 | The Heat                       | Mark Mullins             |              |
| 2014 | Zombeavers                     | Joseph                   |              |
| 2014 | Walk of Shame                  | Officer Walter           |              |
| 2014 | Black or White                 | Rick Reynolds            |              |
| 2015 | Daddy's Home                   | Jerry                    |              |
| 2015 | Pariah                         | Joe                      | FIlm         |
| 2017 | Daddy's Home 2                 | Jerry                    |              |
| 2018 | The Front Runner               | Pete Murphy              |              |
| 2020 | The King of Staten Island      | Ray Bishop               |              |
| 2020 | The Opening Act                | Barry                    |              |
| 2021 | The Guilty                     | Nightclub Caller (voice) |              |

### Seriale TV
| An           | Titlu                                    | Rol                 | Note                                                                             |
| ------------ | ---------------------------------------- | ------------------- | -------------------------------------------------------------------------------- |
| 1996         | Townies                                  | Ryan Callahan       | Distribuție                                                                      |
| 1997-08      | Late Night with Conan O'Brien            | Bill Burr           | 3 Episoade                                                                       |
| 1998         | Two Guys and a Girl                      | Fitzey              | Episodul: "Two Guys, a Girl and a Party"                                         |
| 2000         | Showtime at the Apollo                   | Bill Burr           | Episodul: "Episode #14.8"                                                        |
| 2002         | Law & Order: Criminal Intent             | Jogger              | Episodul: "Maledictus"                                                           |
| 2003         | Comedy Central Presents                  | Bill Burr           | Episodul: "Bill Burr"                                                            |
| 2003         | I Love the '80s Strikes Back             | Bill Burr           | Episodul: "1980"                                                                 |
| 2003-05      | Last Call with Carson Daly               | Bill Burr           | 3 Episoade                                                                       |
| 2004         | Chappelle's Show                         | Diferite personaje  | 3 Episoade                                                                       |
| 2004         | Shorties Watchin' Shorties               | Bill Burr           | 3 Episoade                                                                       |
| 2004-10      | Just for Laughs                          | Bill Burr           | 3 Episoade                                                                       |
| 2005         | Weekends at the D.L.                     | Bill Burr           | Episodul: "Episode #1.15"                                                        |
| 2005         | One Night Stand                          | Bill Burr           | Episodul: "Bill Burr"                                                            |
| 2006         | Jamie Foxx Presents Laffapalooza         | Bill Burr           | Episodul: "Episode #2.1"                                                         |
| 2006         | Live at Gotham                           | Bill Burr/Gazdă     | Episodul: "Episode #1.4"                                                         |
| 2008         | Down and Dirty with Jim Norton           | Bill Burr           | Episodul: "Episode #1.3"                                                         |
| 2009         | The Tonight Show with Conan O'Brien      | Bill Burr           | Episodul: "David Duchovny/Anna Friel/Bill Burr"                                  |
| 2009         | Top Story! Weekly                        | Bill Burr/Gazdă     | Serial tv                                                                        |
| 2011         | The Green Room with Paul Provenza        | Bill Burr           | Episodul: "Episode #2.7"                                                         |
| 2011         | Robins                                   | Bill Burr           | Episodul: "Bill Burr/Carola Häggkvist"                                           |
| 2011         | Late Night with Jimmy Fallon             | Bill Burr           | Serial tv                                                                        |
| 2011         | Dave's Old Porn                          | Bill Burr           | Episodul: "Bill Burr/Nina Hartley"                                               |
| 2011–13      | Breaking Bad                             | Patrick Kuby        | Personaj episodic: Sezonul 4, Invitat: Sezonul 5a, Personaj episodic: Sezonul 5b |
| 2013–16      | New Girl                                 | Bobby               | 2 Episoade                                                                       |
| 2014         | Maron                                    | Bill Burr           | Episodul: "The Joke"                                                             |
| 2014         | Comedians in Cars Getting Coffee         | Bill Burr           | Episodul: Smoking Past the Band                                                  |
| 2014–15      | Kroll Show                               | Detective Smart     | Personaj episodic: Sezonul 2-3                                                   |
| 2015         | The Jim Gaffigan Show                    | Bill Burr           | Episodul: "My Friend the Priest"                                                 |
| 2015–present | F Is for Family                          | Frank Murphy        | Distribuție                                                                      |
| 2016         | The Simpsons                             | Boston Football Fan | Episodul: "The Town"                                                             |
| 2018         | Crashing                                 | Bill Burr           | Episodul: "Bill Burr"                                                            |
| 2018         | I Love You, America with Sarah Silverman | Bill Burr           | Episodul: "S1 E14 - 9/27/18"                                                     |
| 2019–20      | The Mandalorian                          | Migs Mayfeld        | 2 Episoade                                                                       |
| 2020         | Puppy Dog Pals                           | Butch (voce)        | Episodull: "Anchors Away/Prospector Pups"                                        |
| 2020         | Bob Saget's Here for You                 | Bill Burr           | Episodul: "Bill Burr Brilliantly Rips Bob a New One"                             |
| 2020         | Saturday Night Live                      | Host                | Episodul: "Bill Burr/Jack White"                                                 |
| 2021         | Reservation Dogs                         | Garrett Bobson      | Episoadele: "California Dreamin'"                                                |